# Собор Николая Чудотворца (Павловск)
Собо́р Никола́я Чудотво́рца (в па́мять импера́тора Па́вла I) — православный храм в Павловске. Приход относится к Санкт-Петербургской епархии Русской православной церкви, входит в состав Пушкинского (Царскосельского) благочиния.

## История

### Первый храм
В 1841 году в здании казарм Образцового Кавалерийского полка была устроена Никольская церковь. После перевода в 1868 году воинского подразделения в Санкт-Петербург, здесь разместилась 5-я батарея гвардейской конно-артиллерийской бригады, которой и отошёл храм.
Типовая церковь размещалась в деревянной воинской казарме, над входом в храм возвышался небольшой крест. Храм был холодным, богослужебные книги отсутствовали. Иконостас в Никольскую церковь был перенесён в 1865 году из Знаменской церкви Царского Села.
Официально до 1898 года храм именовался церковью 5-й батареи гвардейской конно-артиллерийской бригады, а с 26 октября (7 ноября) 1898 года церковью гарнизона города Павловска.
Постоянного священника в храме не было до 1894 года, и богослужение совершалось приходскими священниками по приглашению военного начальства. В декабре 1894 года к храму был прикомандирован священник Иоанн Жемчужин, а сама церковь была приписана к Сергиевскому всей артиллерии собору.
В 1895 году предполагалось произвести ремонт всех гарнизонных построек. Здание, в котором размещался храм, планировался к разборке, а в будущем плане построек церковь отсутствовала. Вопрос сохранения храма затруднялся также тем, что храм был внештатным, а священник — прикомандированным. В ответ на запросы о строительстве нового храма поступал отказ.
В 1898 году отца Иоанна поддержала одна из жительниц города, которая передала прошение через В. П. Череванского военному министру А. Н. Куропаткину.
Результатом стал приказ № 259 по Военному ведомству от 5 (17) октября 1898 года о возведении в штат Никольской церкви без повышения жалования священнику.
Деревянный храм был разобран в 1902 году. Позднее на месте его алтаря был установлен чугунный крест.

### Современный собор
Получив благословение от отца Иоанна Кронштадтского, священник Иоанн Жемчужин стал собирать средства на постройку храма. Первым жертвователем стал Иоанн Кронштадтский.
12 (24) апреля 1899 года Павловский гарнизонный начальник полковник Михеев подал рапорт городскому управляющему о необходимости постройки новой церкви для гарнизонных нужд.
Согласно первому проекту конца 1898 года постройка храма должна была быть недорогой. Однако согласование эскиза с владельцем Павловска — великим князем Константином Константиновичем затянулось. В итоге великий князь не утвердил этот проект, потребовав «строить церковь художественную, красивую».
Второй проект, составленный академиком архитектуры А. А. Карбоньером также не понравился Константину Константиновичу, изъявившему желание построить храм наподобие церкви иконы Божией Матери «Всех скорбящих Радость» на Фарфоровском заводе, к архитектору которой, А. И. фон Гогену, священник Иоанн Жемчужин и обратился.
Эскизы нового Никольского храма были безвозмездно выполнены в 1899 году. Тогда же главнокомандующим гвардией Санкт-Петербургского военного округа великим князем Владимиром Александровичем была образована строительная комиссия, в составе которой были великий князь Андрей Владимирович, А. И. фон Гоген и священник Иоанн Жемчужин.
11 (23) марта 1900 года проект был утверждён Константином Константиновичем, храму был предоставлен участок земли размером 81 м на 64 м рядом с местом старого храма.
18 (30) июня 1900 года состоялась торжественная закладка храма. Строительство затягивалось прекращением работ в зимний сезон, а также постоянной нехваткой средств.
Освящение в основном законченного Никольского собора совершил 15 (28) августа 1902 года протопресвитер военного и морского духовенства Александр Желобовский в присутствии членов императорской фамилии.
После освящения храма по личному ходатайству великого князя Михаила Александровича должность настоятеля стала штатной.
Полностью строительство храма было окончено к 1904 году.
Первая попытка закрыть храм была 7 ноября 1930 года по предложению президиума Ленинградского горисполкома, однако она была пресечена прокуратурой республики. Окончательное закрытие состоялось 20 ноября 1933 года по постановлению Леноблисполкома.
Церковь была передана под клуб находившейся рядом 32-й моторизованной бригады, а затем превращена в склад и мастерскую по ремонту бронетехники, которая въезжала в храм, проламывая двери стены.
Храм сильно пострадал в период Великой Отечественной войны от обстрелов. Однако в конце 1941 года в церкви возобновились службы, которые продолжались до конца 1943 года.
После войны в храме снова разместились мастерские. Помещение было переоборудовано: в стены были вбиты горизонтальные металлические балки для подъёма техники, в абсиде был устроен дополнительный вход. С 1960-х годов в церкви был устроен военный склад, установлена внутренняя стена.
В 1987 году здание храма было взято под государственную охрану как памятник архитектуры местного значения
Возвращение церкви верующим состоялось в 1991 году: 6 мая 1991 года в храме, ставшим собором, был отслужен первый молебен, а 29 июня — Божественная литургия.
В 1995 году собор был включён в число объектов исторического и культурного наследия федерального значения.
Восстановление храма и дренажной системы проводилось более 10-ти лет. В августе 2002 года собор отметил своё 100-летие.
На протяжении четверти века (с 1991 по 2016 годы) настоятелем храма являлся протоиерей Валерий Швецов, стоявший у истоков восстановления храма, и вплоть до своей кончины 25 января 2023 г. остававшийся его почётным настоятелем. Протоиерей Валерий Швецов был похоронен на Павловском кладбище.
При соборе действует Просветительский центр «Логос», в рамках которого работают воскресная школа, богословский лекторий, кинолекторий и литературный лекторий. В богословском лектории лекции по Священному Писанию, богословию, истории древней и Русской Церкви, литургике читаются приглашенными специалистами, большинство из которых являются доцентами Санкт-Петербургской духовной академии. Видеозаписи лекций монтируются и выкладываются в свободный доступ в сети Интернет на канале храма в YouTube; ссылки на них размещаются также на официальном сайте храма.

## Архитектура и убранство

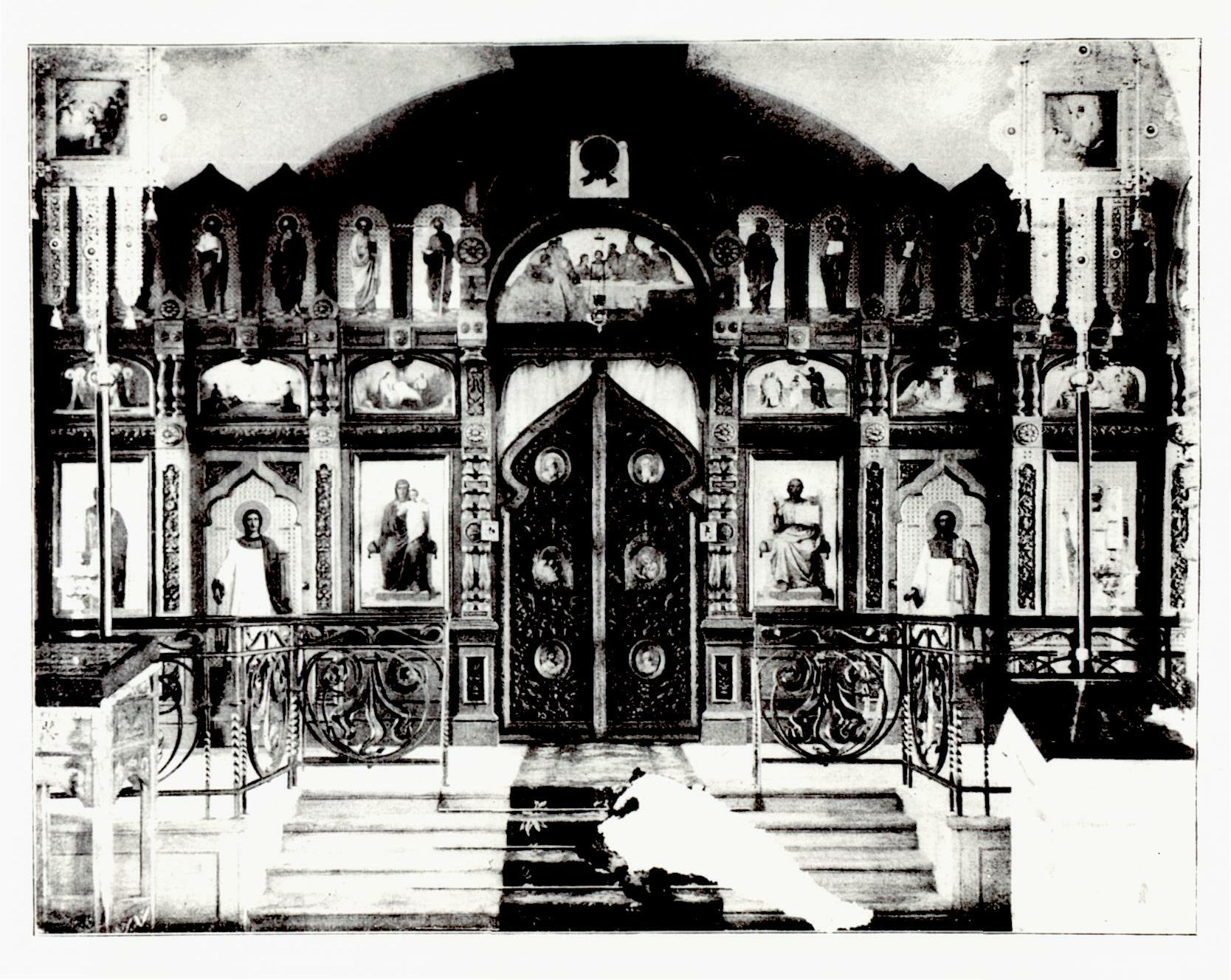
Иконостас на фото 1900-х годов

Каменный собор построен в русском стиле. Стены из французского красно-коричневого кирпича с оштукатуренными декоративными элементами. Длина храма 32 м, ширина — 19,5 м, высота с крестом — 32 м. Рассчитан на 1000 молящихся.
Пятиглавый собор — квадратный в плане с выступающими полукруглой апсидой и колокольней. По углам здания возвышаются шатровые башни, украшенные двуглавыми орлами.
С трех сторон были размещены три образа покровителей артиллерийских батарей, располагавшихся в Павловске: святителя Николая Чудотворца, Михаила Архангела и великомученика Георгия Победоносца.
Колокола были изготовлены в Санкт-Петербурге. Самый большой колокол весил 2,7 тонн. Современный главный колокол был отлит в декабре 2001 года на Балтийском судостроительном заводе.
Центральный крест ажурный, имел вставки из шлифованных стёкол.
Дубовый резной иконостас «в русском стиле XVII и XVIII веков» был устроен по проекту художника Субботина. Образы для иконостаса были написаны Порфировым. Царских вратах расписаны на фарфоре художницей Зедергольм.
Стены и своды храма были также расписаны.

### Территория собора
На территории собора в настоящее время находятся три захоронения:
- могила протоиерея Иоанна Жемчужина, восстановленная в новейшее время.
- монахини Софии (1914-1998), матери матушки Зинаиды Швецовой, супруги настоятеля прот. Валерия Швецова.
- Михаила Валерьевича Швецова (1971-2013), сына настоятеля прот. Валерия Швецова.
- 20 ноября 2011 г. рядом с храмом был открыт бронзовый бюст-памятник Императору Николаю II (скульптор С. Ю. Алипов).

## Настоятели собора
| Настоятели собора      | Настоятели собора                                       |
| Даты                   | Настоятель                                              |
| ---------------------- | ------------------------------------------------------- |
| 1841—1894              | при храме не было постоянного причта                    |
| 1894 — июнь 1912       | протоиерей Иоанн Иоаннович Жемчужин (1863—1913)         |
| 1912—1933              | священник Александр Петрович Ласкарёв (1877—после 1935) |
| 1933—1941              | период закрытия                                         |
| 1941—1943              | протоиерей Иоанн Лаврентьевич Коляденко (1873—…)        |
| 1943—1991              | период закрытия                                         |
| 1991—2016              | протоиерей Валерий Александрович Швецов (1939-2023)     |
| 2016 — настоящее время | протоиерей Димитрий Викторович Юревич (род. 1972)       |

## Духовенство
- Настоятель храма — протоиерей Димитрий Юревич. Заведующий кафедрой библеистики Санкт-Петербургской духовной академии.
- Священник Евгений Серебряков[3].